# بحر لبرادور
بحر لبرادور (بالفرنسية: Mer du Labrador)، يُعدّ فرعًا من شمال المحيط الأطلسي يقع بين شبه جزيرة لبرادور وجنوب جرينلاند. يشتهر البحر بجباله الجليدية، ويُحيطه جروف قارية إلى جنوب الغربي، شمال الغربي، وشمال الشرقي. أنه يتصل إلى الشمال بخليج بافن من خلال مضيق دافيس. تم تعريفه كبحر هامشي للمحيط الأطلنطي.
البحر تشكل عند انقسام صفيحة أمريكا الشمالية وصفيحة جرينلاند الذي بدأ قبل حولي 60 مليون سنة، وتوقف قبل حوالي 40 مليون سنة. أنه يضم إحدى أكبر أنظمة قنوات التيرات العكرة، قناة شمال غرب منتصف المحيط الأطلسي، التي تمتد لألاف الكيلومترات مع قاع البحر بإتجاه المحيط الأطلنطي.
بحر لبرادور مصدر مهم لمياه المحيط الأطلنطي العميقة، كتلة من المياه الباردة التي تتدفق على عمق كبير مع الطرف الغربي للمحيط الأطلنطي، تفرعاً من أكبر كتلة مُعرفة من المياه في المحيط العالمي.

## التاريخ
البحر تشكل عند انقسام صفيحة أمريكا الشمالية وصفيحة جرينلاند الذي بدأ قبل حولي 60 مليون سنة وتوقف قبل 40 مليون سنة. حوض رسوبي، الذي الآن مدفون تحت جروف قارية، الذي تكون خلال العصر طباشيري. بداية امتداد قاع البحر الصهاري كان مُرافقاً بالهياجات البركانية للبازلت والبكريت خلال العصر باليوسيني في مضيق دافيس وخليج بافن.
ما بين تقريباً 500 قبل الميلاد و1300 ميلادي، الساحل الجنوبي للبحر كان يحتوي على مستوطنات من شعوب الدورسيت، البيوثوك والإنويت: قبائل الدورست تم إستبدالهم في ما بعد بشعب ثول.

## امتداد
المنظمة الهيدروغرافية الدولية تُعرف حدود بحر لبرادور كالتالي:

من الشمال: الحد الجنوبي لمضيق دافيس متوازي لـ60 درجة شمالاً بين جرينلاند ولبرادور.
من الشرق: خط من رأس سانت فرانسيس 47°45′N 52°27′W / 47.750°N 52.450°W (نيوفنلند) إلى رأس فيرويل (جرينلاند).
من الغرب: الساحل الشرقي من لابرادور ونيوفنلند والحدود الشمالية لخليج سانت لورينس – خط يمر من رأس بولد (النقطة الشمالية لجزيرة كيربون آيلاند 51°40′N 55°25′W / 51.667°N 55.417°W)) إلى الشرق من بيل آيل وعلى حافة الشمال الشرقي.(52°02′N 55°15′W / 52.033°N 55.250°W) من ثم خط يتصل بهذه الحافة مع أقصى شرق لرأس سانت تشارلز (52°13'N) في لبرادور.

## جغرافية، جيولوجية وقياس الأعماق

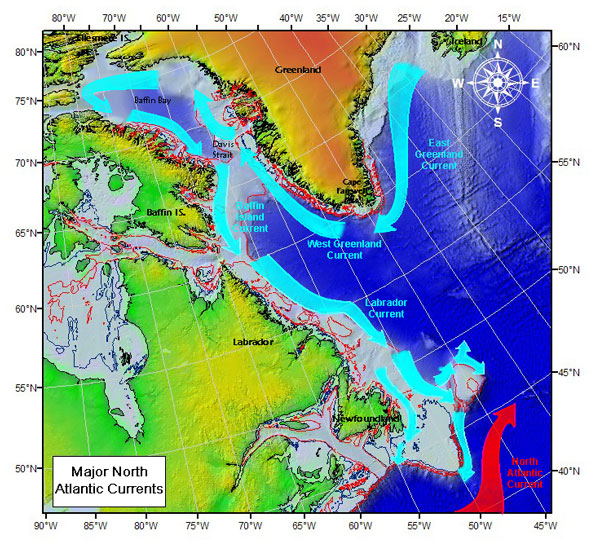
تيارات شمال محيط الأطلسي.

عمق بحر لبرادور التقريبي يُساوي 3,400 متر (11,155 قدم) وعرضه 1,000 كيلومتر (621 ميل) حين ما يتصل بالمحيط الأطلنطي. يصبح أضحل حتى يصل أقل من 700 متر (2,297 قدم) عند إتجاه خليج بافن ويمر بمضيق دافيس الذي يُعادل عرضه 300 كيلومتر. نظام تيار عكر يُعادل ما بين 100 و200 متر عمقاً, الذي يبلغ عرضه تقريباً 2 إلى 5 كيلومتر وطول 3,800 كيلومتر، يمر بقاع البحر، قرب المركز من مضيق هدسون إلى المحيط الأطلسي. يدعى قناة شمال غرب منتصف المحيط الأطلسي وهي إحدى أطول أنظمة صرف للعصر الجليدي. تظهر كنهر تحت سطح البحر مع العديد من المصبات ويتم حفظه من قبل تيرات عكرة تتدفت في سدود أو حواجز.
الحرارة تتغير من 1 تحت الصفر في الشتاء ومن 5 إلى 6 فب فصل الصيف. درجة الملوح قد تُعتبر قليلة, 31 إلى 34.9 فرع لكل ألف. ثلثيّ البحر يتم تغطيته بالجليد في فصل الشتاء. المد والجزر يحدثان مرتين في اليوم، يمكنهم الوصل إلى 4 أمتار.
هناك تداول عكس الساعة للمياه في البحر. أنه يبدء بسبب تيار جرينلاند الشرقي ويكمل من قبل تيار جرينلاند الغربي، الذي يجلب مياه أكثر ملوحاً ودفئاً في إتجاه الشمال، مع السواحل الجرينلاند إلى خليج بافين. ثم، تيار جزيرة بافن وتيار لبرادور ينقلان مياه باردة ذو أقل ملوحة بإتجاه الجنوب مع الساحل الكندي. تلك التيارات تحتوي على العديد من الجبال الجليدية ولذلك تُصعب التحرك والاستكثاف لحقول الغاز تحت قاع البحر. سرعة تيار لبرادور في العادة بين 0.3 و0.5 ميل في الساعة ولكن يمكن أن يصل إلى ميل واحد في الساعة في بعض المناطق, في حين تيار بافن أبطء قليلاً وتبلغ سرعته 0.2 ميل في الساعة. تيار لابرادور يُحافظ على حرارة المياه عند الصفر ومعدل الملوح يصل بين 30 و34 فرع لكل ألف.
البحر يقدم كمية كبيرة من مياه المحيط الأطلنطي العميقة – كتلة كبيرة من المياه التي تتدفق على عمق كبير مع الطرف الغربي لشمال المحيط الأطلنطي، تفرعاً لكي يُشكل أكبركتلة مُعرفة من المياه في المحيط العالمي. مياه المحيط الأطلسي العميقة تتكون من ثلاث أجزاء ذو أصول مختلفة ومعدل الملح، وأعلى واحدة، مياه بحر لبرادور، تشكل بسبب بحر لبرادور. هذا الجزء يحصل على عمق متوسط مع معدلات ملوح قليلة نسبياً (34.84-34.89 جزء لكل ألف، حرارة باردة (3.3-3.4 فوق الصفر) ومحتوى أوكسجين عالي مقارناً بالأجزاء تحت التيار وفوقه. مياه بحر لابرادور لديها دردورية قليلة نسبياً, على سبيل المثال العادة لتشكيل دوامات، عن أي مياه آخرى في شمال المحيط الأطلنطي التي يُبين تجانسها العالي. لديها كثافة محتملة تُعادل 27.76-27.78 م.غرام لكل سم مكعب مقارناً بالطبقات السطحية، ما يعني أنها أكثر كثافة، ما يُسبب غرقها تحت السطح وتضل تتجانس وغير متغيرة من التقلبات السطحية.